# Avery Brooks
Avery Brooks (Evansville, 2 ottobre 1948) è un attore statunitense, noto per avere interpretato il Capitano Benjamin Sisko nella serie televisiva di fantascienza Star Trek: Deep Space Nine (1993-1999).

## Biografia
Primo ruolo di rilievo di Avery Brooks è quello di Hawk nella serie televisiva Spenser, trasmessa dal 1985 al 1988, e nei successivi sequel televisivi, Spenser: Ceremony (1993), Spenser: Pale Kings and Princes (1994), Spenser: The Judas Goat (1994) e Spenser: A Savage Place (1995).
Nel 1988 interpreta Cletus nel film per la televisione Roots: the Gift, lungometraggio sequel della miniserie Radici, nel cast del film sono presenti altri tre attori che appariranno in seguito nel franchise di Star Trek: LeVar Burton (Geordi La Forge di The Next Generation, già presente fin dai primi episodi di Radici nella parte di Kunta Kinte giovane), Tim Russ (Tuvok in Voyager) e Kate Mulgrew (Kathryn Janeway di Voyager).
Nel 1993 Avery Brooks entra a far parte del franchise di Star Trek, interpretando il capitano Benjamin Sisko in Star Trek: Deep Space Nine, terza serie live-action del franchise, in cui recita per 173 episodi, dal 1993 al 1999, e dirige 9 episodi. Riprenderà il personaggio prestandogli la voce in alcuni videogiochi del franchise.
Nel 1998 interpreta la parte del Dr. Bob Sweeney in American History X.

## Filmografia

### Attore

#### Cinema
- Moments Without Proper Names, regia di Gordon Parks (1987)
- Il grande colpo (The Big Hit), regia di Kirk Wong (1998)
- American History X, regia di Tony Kaye (1998)
- 15 minuti - Follia omicida a New York (15 Minutes), regia di John Herzfeld (2001)
- God Lives Underwater: Fame - cortometraggio (2001)
- The Captains, regia di William Shatner (2011)

#### Televisione
- American Playhouse - serie TV, episodio 4x03 (1984)
- Finnegan torna a vivere (Finnegan Begin Again), regia di Joan Micklin Silver - film TV (1985)
- Spenser (Spenser: For Hire) - serie TV, 65 episodi (1985-1988)
- La capanna dello zio Tom (Uncle Tom's Cabin), regia di Stan Lathan - film TV (1987)
- Roots: The Gift, regia di Kevin Hooks - film TV (1988)
- Un uomo chiamato Falco (A Man Called Hawk) - serie TV, 13 episodi (1989)
- The Ernest Green Story, regia di Eric Laneuville - film TV (1993)
- Spenser: Ceremony, regia di Paul Lynch e Andrew Wild - film TV (1993)
- Star Trek: Deep Space Nine - serie TV, 173 episodi (1993-1999) - Benjamin Sisko
- Spenser: Pale Kings and Princes, regia di Vic Sarin - film TV (1994)
- Spenser: The Judas Goat, regia di Joseph L. Scanlan - film TV (1994)
- Spenser: A Savage Place, regia di Joseph L. Scanlan - film TV (1995)
- Bible Mysteries - serie TV, episodio 1x03 (2004)

### Doppiatore

#### Televisione
- Gargoyles - Il risveglio degli eroi (Gargoyles) - serie animata, episodio 2x39 (1996) - Nokkar
- Happily Ever After: Fairy Tales for Every Child - serie animata, episodio 2x19 (1997) - King Maximus

#### Videogiochi
- Star Trek: Deep Space Nine - Harbinger (1996) - Benjamin Sisko
- Star Trek: Legacy (2006) - Benjamin Sisko
- Star trek Online (2010) - Benjamin Sisko

### Regista
- Star Trek: Deep Space Nine - serie TV, 9 episodi (1994-1999)

## Doppiatori italiani
- Fabrizio Temperini in Star Trek: Deep Space Nine
- Alessandro Rossi in American History X
- Paolo Buglioni in 15 minuti - Follia omicida a New York
- Francesco Pannofino ne Il grande colpo
- Orso Maria Guerrini in Spenser
- Paolo Marchese nei film di Spenser